# 月牙湖站
月牙湖站是古洛铁路一期的终点站，位于黑龙江省大兴安岭地区漠河县古莲镇的霍拉盆地内，在2012年5月1日正式投入运营，因车站附近曾有湖泊形似月牙而得名。湖泊后因煤矿开采而消失。
本站现为中国铁路哈尔滨局集团加格达奇车务段管辖的三等货运站，主要负责大兴安岭林业集团古莲河露天煤矿外运任务，使得其无需利用汽车倒运至古莲站装车；同时是中国最北的火车站。